# Bisdom Floriano
Het bisdom Floriano (Latijn: Dioecesis Florianensis) is een rooms-katholiek bisdom met als zetel Floriano, in Brazilië. Het bisdom is suffragaan aan het aartsbisdom Teresina.

## Geschiedenis
Het bisdom Oeiras werd op 8 december 1977 hernoemd naar bisdom Oeiras-Floriano. Het bisdom Floriano werd op 27 februari 2008 een onafhankelijk bisdom, uit delen van het bisdom Oeiras-Floriano. 

## Parochies
Het bisdom had in 2021 een oppervlakte van 48.559 km2 en telde 206.110 inwoners waarvan 79,8% rooms-katholiek was.

## Bisschoppen
- Augusto Alves da Rocha (27 februari 2008 - 17 maart 2010)
- Valdemir Ferreira dos Santos (17 maart 2010 - 4 mei 2016)
- Edivalter Andrade (29 maart 2017 - 8 november 2023)
- sedisvacatie

Teresina (aartsbisdom) · Bom Jesus do Gurguéia · Campo Maior · Floriano · Oeiras · Parnaíba · Picos · São Raimundo Nonato